# Lankascincus deignani
Lankascincus deignani — вид сцинкоподібних ящірок родини сцинкових (Scincidae). Ендемік Шрі-Ланки. Вид названий на честь американського орнітолога Герберта Гіртона Дейньяна.

## Поширення і екологія
Lankascincus deignani відомі з двох місцевостей, розташованих в Центральному нагір'ї на острові Шрі-Ланка, в округах Канді і Нувара-Елія. Вони живуть у вологих тропічних лісах, серед опалого листя, під камінням і поваленими деревами. Зустрічаються на висоті від 600 до 1700 м над рівнем моря. Живляться комахами. Відкладають яйця, в кладці 2 яйця.

## Збереження
МСОП класифікує цей вид як такий, що перебуває на межі зникнення. Lankascincus deignani загрожує знищення природного середовища.